# Черняк, Михаил Геннадьевич
Михаи́л Генна́дьевич Черня́к (род. 13 ноября 1964, Ленинград, РСФСР, СССР) — советский и российский актёр театра, озвучивания и кино, мастер дубляжа, радиоведущий, режиссёр, педагог; заслуженный артист Российской Федерации (2005). Наиболее известен озвучиванием персонажей мультсериалов «Смешарики», «Трансформеры», «Вуншпунш» и мультфильмов студии «Мельница», в 1990-х — ведением радиопередачи «Отдушина», а также чтением аудиокниг Вадима Зеланда.

## Биография
Родился 13 ноября 1964 года в городе Ленинграде в семье инженеров Анны Юрьевны и Геннадия Черняка. С детства у Михаила был «резиновый» голос, а то, что Миша хочет стать актёром, стало ясно, когда он научился говорить. С малых лет очень выразительно читал стихи, отец Михаила записывал его выступления на магнитофон Aidas. Посещал детский сад на Стремянной улице, находился в одной группе с Сергеем Ростом. В школе и в кругу друзей получил славу, очень похоже изображая голоса Зайца и Волка из своего любимого мультфильма «Ну, погоди!», и даже однажды получил за это грамоту. Со второго класса выступал с голосовыми номерами. В школьные годы обучался в ленинградском Театре Юношеского Творчества (ТЮТ) (1979—1981).
В 1981 году окончил лицей № 395. Подготовить Михаила в институт взялась подруга его соседки, член Союза кинематографистов Мария Иосифовна Давыдова, работавшая ассистентом режиссёра на Ленфильме (среди подготовленных ею — Юрий Богатырёв, Лариса Голубкина). В её доме юный Михаил лично познакомился с такими актёрами, как Алексей Баталов, Андрей Миронов, Алиса Фрейндлих, Иннокентий Смоктуновский, Кирилл Лавров. Михаил успешно поступил в ЛГИТМиК на факультет драматического искусства (кафедра актёрского мастерства). Учился на курсе Зиновия Корогодского. В 1985 году, после окончания актёрско-режиссёрского курса института, Михаил Черняк поступил в труппу Молодого театра, где он играл в следующих спектаклях:
- «Ночь после выпуска» — Игорь Проухов
- «Пеппи Длинный чулок» — Томми
- «До третьих петухов»
- «Снежная Королева» — Северный Олень, Кай
- «Удар» — молодой человек
- «Маугли» — дикобраз Саги

В 1989 году устроился актёром в Молодёжный театр на Фонтанке, но был призван в армию и служил военным радистом. В 1990 возвращается в театр. Сначала художественный руководитель Семён Спивак не хотел видеть Михаила в труппе, но после репетиций спектакля «Дорогая Елена Сергеевна», где Михаил заменял заболевшего работника сцены, его отношение к нему поменялось. В конце года Михаил начинает работать и как режиссёр-постановщик театра, ставит моноспектакли. Примерно в это же время подрабатывал брокером на бирже, собираясь уходить из актёрской профессии, но покинул подработку на месяц, а вернулся уже в качестве исполнителя роли брокера в фильме Владимира Бортко «Удачи вам, господа!», где его узнавали и думали, что он вернулся работать на биржу. Вместе с Мариной Ланда в 1993—1998 годах вел известную радиопередачу «Отдушина». В начале 1990-х озвучивал документальные фильмы в помещении студии Леннаучфильм, где подружился со звукорежиссёром Игорем Яковелем, который в 2003 году порекомендовал его на роли Лосяша, Копатыча и Пина в мультсериале «Смешарики». В конце 1993 — начале 1994 года был приглашён коллегой по театру Владимиром Маслаковым на Шестой канал и вплоть до 2006 года занимался на нём дубляжом разных мультфильмов и фильмов. Дебютной работой на телеканале был сериал «Швейцарские Робинзоны» (1975), озвученный им вместе со Светланой Шейченко и Валерием Соловьёвым.
В 2010 году в рамках Российской государственной программы поддержки русских театров за рубежом поставил в Днепродзержинском музыкально-драматическом театре имени Леси Украинки спектакль «Поздняя любовь». В 2016—2017 годах ставил спектакли в Русском театре драмы имени Ч. Айтматова.
В настоящее время играет в театре, озвучивает мультфильмы и фильмы и снимается в кино. Доцент кафедры актёрского мастерства факультета экранных искусств СПбГИКиТ.
На заседании Совета Санкт-Петербургского благотворительного фонда «Центр реабилитации ребёнка», которое состоялось 29 марта 2019 года Михаил Черняк был единогласно принят в состав Попечительского Совета Фонда.

### Семья
- Мать — Анна Юрьевна Черняк (Хазанова) (род. 21.10.1940). Отец — Геннадий Черняк.
- Дед — Юрий Давыдович Хазанов (1915—1942)[17][18][19].
- Сестра Олеся[20], брат Павел[21]. Брат Андрей Черняк.
- Племянник — Степан Черняк (2004)[22].
- Детей нет[3][5].

## Театр
| Год       | Название | Театр                        | Спектакль         | Деятельность                                  |
| --------- | --- | ---------------------------- | ----------------- | --------------------------------------------- |
| 1990      | Мистер Твен — только для взрослых                                                                                      |                              | Моноспектакль     | Режиссёр-постановщик                          |
| 1992      | Анекдоты XX века |                              | Спектакль-концерт | Режиссёр-постановщик                          |
| 1992      | «Своя семья, или Замужняя невеста» по произведениям Александра Шаховского, Александра Грибоедова, Николая Хмельницкого | Молодёжный театр на Фонтанке |                   | Режиссёр-постановщик                          |
| 1994      | В полночный час, в эпоху Возрожденья…                                                                                  |                              | Моноспектакль     | Режиссёр-постановщик                          |
| 1996      | «Ночь ошибок» Оливера Голдсмита                                                                                        | Молодёжный театр на Фонтанке |                   | Режиссёр-постановщик                          |
| 1998      | «Дешевая жизнь, или Крысы на подносе» Луи Вернея и Жоржа Берра                                                         | Приют Комедианта             |                   | Режиссёр-постановщик                          |
| 1998      | Стакан воды | Молодёжный театр на Фонтанке |                   | Режиссёр-постановщик                          |
| 2004      | «Любовные кружева» («Женитьба Белугина») А. Н. Островского и Н. Я. Соловьёва                                           | Молодёжный театр на Фонтанке |                   | Режиссёр-постановщик совместно с С. Я. Спивак |
| 2007      | «Лев зимой» Джеймса Голдмена                                                                                           | Молодёжный театр на Фонтанке |                   | Режиссёр-постановщик                          |
| 2009      | «Школа налогоплательщиков» Луи Вернёя и Жоржа Леонарда                                                                 | Молодёжный театр на Фонтанке |                   | Режиссёр-постановщик совместно с С. Я. Спивак |
| 2011—2012 | Постановка итоговых гала-концертов Фестиваля детского творчества «Звезда Удачи»                                        |                              |                   | Режиссёр-постановщик                          |
| 2012      | Постановка показа коллекции «12-я ночь» модного дома Татьяны Парфёновой                                                |                              |                   | Режиссёр-постановщик                          |
| 2012      | Постановка показа коллекции «Бессонница» модного дома Стаса Лопаткина                                                  |                              |                   | Режиссёр-постановщик                          |
| 2016      | «Жозефина и Наполеон» Йиржи Губача                                                                                     | Молодёжный театр на Фонтанке |                   | Режиссёр-постановщик                          |
| 2018      | Нараяма | Мастерская                   |                   | Режиссёр-постановщик                          |

| Год  | Название                                           | Роль              | Режиссёр-постановщик |
| ---- | -------------------------------------------------- | ----------------- | -------------------- |
| 1990 | Мистер Твен — только для взрослых                  | Моноспектакль     | М. Г. Черняк         |
| 1992 | Анекдоты XX века                                   |                   | М. Г. Черняк         |
| 1994 | В полночный час, в эпоху Возрожденья…              | Моноспектакль     | М. Г. Черняк         |
| 1995 | «Трёхгрошовая опера» Бертольта Брехта              | Филч              | С. Я. Спивак         |
| 1996 | «Ночь ошибок» Оливера Голдсмита                    | Сэр Чарльз Марлоу | М. Г. Черняк         |
| 1999 | «Касатка» А. Н. Толстого                           | князь Бельский    | С. Я. Спивак         |
| 2006 | «Король-Олень» Карло Гоцци                         | Бригелла          | Г. Р. Тростянецкий   |
| 2009 | «Школа налогоплательщиков» Луи Вернея, Жоржа Берра | Фромантель        | М. Г. Черняк         |
| 2011 | «Зимняя сказка» Шекспира                           | Камилло           | Магуи Мирра          |
| 2015 | «Жозефина и Наполеон» Йиржи Губача                 | Наполеон Бонапарт | С. Я. Спивак         |

## Фильмография
| Год  | Фильм                                                             | Роль                                                                               |
| ---- | ----------------------------------------------------------------- | ---------------------------------------------------------------------------------- |
| 1984 | Иван Павлов. Поиски истины                                        | ассистент (нет в титрах)                                                           |
| 1992 | Удачи вам, господа!                                               | брокер                                                                             |
| 1993 | Окно в Париж                                                      | пилот (нет в титрах)                                                               |
| 1995 | 15-летие Молодёжного театра на Фонтанке (ВГТРК «Санкт-Петербург») | камео                                                                              |
| 2001 | Улицы разбитых фонарей-3                                          | Арик Лурье                                                                         |
| 2002 | Агентство «Золотая пуля»                                          | Глеб Спозаранник                                                                   |
| 2003 | Как в старом детективе                                            | Сергей                                                                             |
| 2003 | Тайны следствия 3                                                 | адвокат (в эпизоде «Бумажная работа» фильм 4, часть 1)                             |
| 2004 | На вираже                                                         | эпизод                                                                             |
| 2005 | Всё золото мира                                                   | Николин                                                                            |
| 2005 | Холодильник и другие…                                             | Валентин Анатольевич, отец семейства, музыкант-флейтист                            |
| 2006 | Морские дьяволы                                                   | Лёва (в эпизоде «Подлёдный лов» 1 серия 2005)                                      |
| 2008 | Технология                                                        | Швайбович                                                                          |
| 2009 | Читаем Блокадную книгу                                            | один из ведущих                                                                    |
| 2009 | Возвращение Синдбада                                              | эпизод                                                                             |
| 2010 | Дорожный патруль 4                                                | Аникеев (в эпизоде «По старым счётам» 4 серия)                                     |
| 2010 | Опасный Ленинград (документальный фильм)                          |                                                                                    |
| 2011 | Агент особого назначения 2                                        | Нестеров (в эпизоде «Убить Монтера» 1 серия)                                       |
| 2011 | Формат А4                                                         | эпизод (в эпизоде «У всех свои странности»)                                        |
| 2011 | Ментовские войны-6                                                | Алексей Геннадьевич Алмазов, бизнесмен (Фильм 4 «Русская рулетка»)                 |
| 2012 | Гончие                                                            | доцент (в фильме «Инфекция зла»)                                                   |
| 2012 | Принцип Хабарова                                                  | Дмитрий Пурцов (в фильме «Одноклассники»)                                          |
| 2012 | Странствия Синдбада                                               | эпизод (в фильме «Путь на запад»)                                                  |
| 2013 | Морские дьяволы. Смерч                                            | Юратов (в фильме «Станционный смотритель»)                                         |
| 2013 | Государственная защита-3                                          | Григорий Васильевич, прокурор (в фильмах «Женская дружба» и «Большая игра»)        |
| 2013 | Литейный-8                                                        | Михаил Михайлович Шумов, банкир (в эпизоде «Сто тринадцать миллионов»)             |
| 2013 | Дознаватель-2                                                     | Харламов, генерал-майор                                                            |
| 2014 | Профессионал                                                      | Алексей Галичев, банкир                                                            |
| 2014 | Лучшие враги                                                      | Шумейко, адвокат Марго                                                             |
| 2014 | Ленинград 46                                                      | конферансье (в фильме «Реквием»)                                                   |
| 2014 | Крёстный                                                          | Леонид Лазаревич Берновский, адвокат                                               |
| 2014 | Переполох (короткометражка по одноимённому рассказу А. П. Чехова) | Николай Сергеевич Кушкин                                                           |
| 2015 | Белая стрела. Возмездие                                           | Бельский (в эпизоде «Успеть за двадцать часов»)                                    |
| 2015 | Погоня за прошлым                                                 | Фёдор Александрович Лазарук                                                        |
| 2016 | Мажор-2                                                           | Фёдор Сергеевич, адвокат Соколовского                                              |
| 2016 | Бедные люди                                                       | писатель                                                                           |
| 2017 | Шеф. Игра на повышение                                            | Борис Семёнович Вельяминов, полковник ФСБ                                          |
| 2018 | Мельник                                                           | Михаил Леонтьевич Губский                                                          |
| 2018 | Один                                                              | Лялин, ювелир                                                                      |
| 2019 | Тень за спиной                                                    | Яков Георгиевич Коган, эксперт-криминалист                                         |
| 2019 | Конь изабелловой масти                                            | Бахвалов                                                                           |
| 2020 | Первый отдел                                                      | Сергей Анатольевич Леонидов, генерал полиции в отставке (фильм 2-й «Простое дело») |
| 2021 | Шеф. Возвращение                                                  | Борис Семёнович Вельяминов, полковник ФСБ                                          |
| 2021 | Алиби                                                             |                                                                                    |
| 2024 | Шеф. Мужская работа                                               | Борис Семёнович Вельяминов, полковник/генерал-майор ФСБ                            |

## Озвучивание

### Мультфильмы

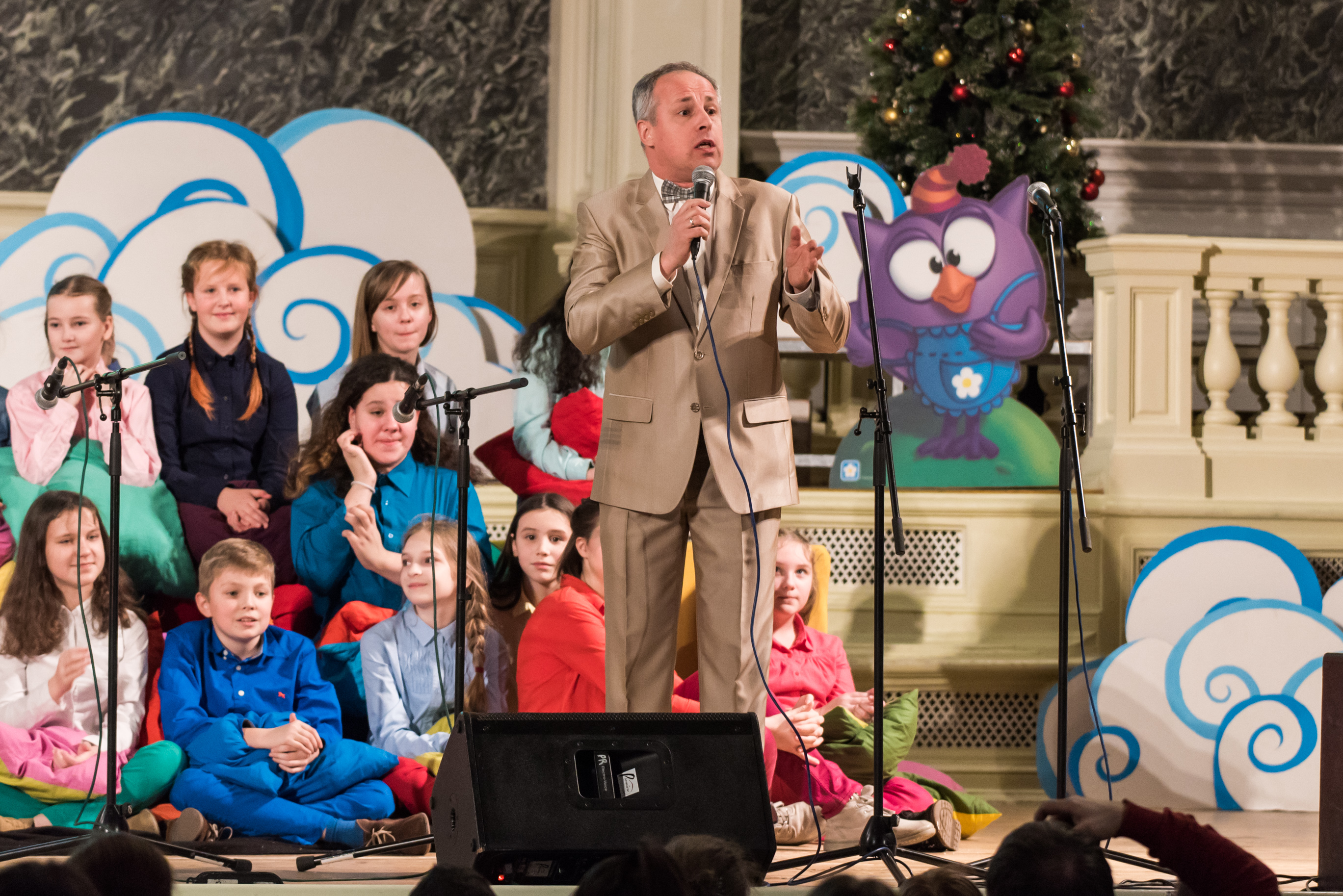
На концерте «Новый год со Смешариками» 3 января 2018 года в Санкт-Петербурге в Академической капелле.

- 1999—2000 — Приключения в Изумрудном городе — Злая Ведьма Востока (1 серия) / некоторые из Жевунов (1 серия) / говорящий граммофон (1 серия) / страж ворот (2 и 3 серии) / чудовище на троне (2 серия) / огненный шар (2 серия) / доктор Пипп (3 серия) / деревянные козлы (3 и 4 серии) / Ругеддо, подземный король (4 серия)
- 2003 — Карлик Нос — первый стражник у входа во дворец
- 2003 — н. в. — Смешарики — Пин, Лосяш, Копатыч, рассказчик, второстепенные персонажи, исполнитель песен
- 2004 — Алёша Попович и Тугарин Змей — рассказчик, ослик Моисей
- 2006 — Добрыня Никитич и Змей Горыныч — рассказчик
- 2006 — н. в. — Лунтик и его друзья — Пескарь Иванович, рак Чикибряк[26], гусеница Тяпсень (в серии «Они настоящие»), Колорадо (в серии «Иностранец»), Корней Корнеевич (в серии «Индейцы»), папа-жук (за исключением 2-го сезона), рассказчик, читает названия серий[источник не указан 411 дней]
- 2007 — Илья Муромец и Соловей-Разбойник — рассказчик
- 2008 — Котополис — тренер кота Кашалота
- 2010 — Зубы, хвост и уши (из цикла «Гора Самоцветов») — эстонский охотник
- 2010 — Бизнес по-русски — Папа, Дед
- 2010 — Три богатыря и Шамаханская царица — рассказчик
- 2011 — Смешарики. Начало — Пин, Лосяш, Люсьен (Копатыч)
- 2011—2023 — Барбоскины — Гена, дедушка (в сериях «Бал» и «Сила трения»), второстепенные персонажи, диктор на ТВ, читает названия серий
- 2012 — Три богатыря на дальних берегах — глашатай
- 2012 — н. в. — Летающие звери — заяц Акира
- 2012 — Друзья — рассказчик
- 2012—2014 — Атомный лес — Робот, Чёрный Мох, Вольфрам
- 2014 — Космические археологи — глашатай
- 2014 — Поморские небылицы (серия «Лови, да кушай») — рассказчик
- 2014—2015 — Рободзяки — Атом, доктор Кью
- 2014 — Три богатыря. Ход конём — рассказчик, княжеский писарь
- 2016 — Смешарики. Легенда о золотом драконе — Пин, Лосяш, Копатыч
- 2016 — Чукля
- 2017 — Урфин Джюс и его деревянные солдаты — ворона Кагги-Карр
- 2017 — н. в. — Дракоша Тоша — Пират, Граммофон, Музыкант, Хомяк
- 2017 — Три богатыря и принцесса Египта — рассказчик, Сфинкс
- 2018 — Смешарики. Дежавю — Пин, Лосяш, Копатыч
- 2018 — н. в. — Царевны — читает названия серий
- 2018 — Три богатыря и наследница престола — рассказчик
- 2018 — н. в. — Монсики — Блюм / читает названия серий
- 2018—2020 — Пиратская школа — Шпангоут
- 2018 — н. в. — Пластилинки — Синий Поэт
- 2018 — ПреКрасная Шапочка
- 2019 — Внутренний мир
- 2019 — Урфин Джюс возвращается — ворона Кагги-Карр
- 2020 — Белка и Стрелка. Карибская тайна — медуза
- 2020 — Барбоскины на даче — Гена
- 2020 — Конь Юлий и большие скачки — рассказчик
- 2021 — Панда и Крош — самокат Скутер
- 2021—2023 — Супер Мяу — Валерьян
- 2022—2024 — Шмяк. Волшебная лавка Есении — Карл
- 2022 — Финник — Репортёр
- 2022 — Барбоскины Team — Гена
- 2023 — Царевны и Таинственная гостья — рассказчик
- 2023 — Лисапет — читает текст
- 2023 — Объяснялкины — Марциал
- 2023 — Три богатыря и Пуп Земли — ослик Моисей[27]

### Фильмы
- 2014 — Белые волки-2 — Владислав Романович Меланин (роль Дмитрия Лаленкова) (3 серия)

### Телепередачи
- 2003 — Цикл передач «Русская классика» (2 серия «Лермонтов»)
- 2003 — Кинорежиссёр: профессия и судьба (серия «Братья Васильевы»)
- 2007—2009 — Домашние сказки — Пин, Лосяш, Копатыч, инопланетяне (в серии «Экспедиция в космос»), диктор прогноза погоды на радио (в серии «Пин устал быть механиком»)
- 2008 — Государственный Эрмитаж (документальный фильм)
- 2009 — Фокус в фокусе

### Аудиокниги
- 2006 — А. и Б. Стругацкие «Понедельник начинается в субботу»
- 2006 — А. и Б. Стругацкие «Сказка о Тройке»
- 2006 — А. и Б. Стругацкие «Полдень. XXII век»
- 2008 — «Русские сказки для малышей»
- 2010 — В. Зеланд «Трансерфинг реальности»
- 2011 — В. Зеланд «Апокрифический Трансерфинг»
- 2021 — В. Пелевин «Чапаев и Пустота»

### Прочее
Реклама
Нередко был диктором реклам «SkyLink» (а в ролике «Рыбак» снялся лично), сиропа «Бромгексин Берлин-Хеми», масла «Кремлёвское». Также был диктором рекламы квасов «Никола» и «Добрыня», «Смешариков», «Телекарты» и «Обычного порошка».
Видеоигры
Озвучивал игры со Смешариками и «Особенности национальной рыбалки».
YouTube
Является голосом YouTube-канала «Правое полушарие Интроверта». В 2017—2018 годах вёл канал «Ухмылки российской истории».
Анимационный клип
15 декабря 2023 года группа «Эпидемия» выпустила кавер и клип на песню «Лесник» (1993) группы «Король и Шут» для вселенной «Смешариков». Михаил Черняк озвучил персонажа Пина из вселенной.
Игрушки
- Электронный плакат «Азбука Смешарики» — Лосяш, Пин
- Мягкие игрушки «Смешарики» — Лосяш, Копатыч, Пин

## Дубляж и закадровое озвучивание
- 1959—1964 — Шоу Рокки и Бульвинкля[37] — лось Бульвинкль, половина мужских ролей (в титрах под псевдонимом Геннадий Михайлов) (дубляж Шестого канала для СТС, 1998 год)
- 1975—1976 — Грендайзер — Коджи, Гэндзо Амон, Гендел, Банта, половина мужских ролей (дубляж телекомпании Твин, зима 1995—1996)[38]
- 1984—1987 — Трансформеры[37][39][40][41] — Мегатрон, Гальватрон, Родимус Прайм, Джазз, Бластер и другие персонажи (дубляж Шестого канала)
- 1987 — Черепашки-ниндзя — Рафаэль, Микеланджело, Сплинтер, Шреддер, Рокстеди, Берн Томпсон, Вернон (6-10 серии 2 сезона) (закадровая озвучка телекомпании Твин, 1998)[42]
- 1987 — Трансформеры: Властоголовы[37][39][40][41] — Крепыш Максимус, Гальватрон, Родимус Прайм и другие персонажи (дубляж Шестого канала)
- 1988 — Трансформеры: Воины великой силы[37][39][40][41] — Коготь, Сайрон, Смерч, Повелитель и другие персонажи (дубляж Шестого канала)
- 1989 — Трансформеры: Победа[37][39][40][41] — Смертоносец, Львиноморд, Джелгер, Бластер, Растер, Фиксатор и другие персонажи (дубляж Шестого канала)
- 1994—1995 — Крошка Хью[37] (дубляж Шестого канала для СТС, 1996—1997 гг.) — Крошка Хью
- 1995—1997 — Фриказоид![37] — рассказчик, часть мужских ролей (дубляж СТС, 2002 год)
- 1999 — Ксибер 9: Новый рассвет (дубляж Шестого канала для СТС, 2006 год)[43]
- 2000 — Вуншпунш — Бубоник Ирвитцер, Якоб Скрибл, Кип Кози, половина мужских ролей (1 сезон)[44]
- 2000—2006 — Сильное лекарство — все мужские роли[43][45]
- 2003 — 101 далматинец 2: Приключения Патча в Лондоне — Роджер[46]
- 2011—2019 — Игра престолов — Тирион Ланнистер (Питер Динклейдж) (дубляж Амедиа)[39][47][48][49]
- 2017—2019 — Хэппи! — Хэппи (озвучка Jaskier)[38]
- 2018—н. в. — Барри — Барри (озвучка HDRezka Studio)[50]
- 2021 — Рик и Морти — Джерри Смит, второстепенные персонажи, диктор (озвучка HDRezka Studio)[51]
- 2024 — 10 жизней — Профессор Крейвен[источник не указан 66 дней]

## На радио
- Отдушина (совместно с Мариной Ланда, 1993—1998)[3][24][52]
- Холодная восьмёрка (радио Балтика, совместно с Вадимом Гущиным) — DJ Мисик[24][43][53]
- Кольца времени или приключения Кулибича (рекламный сериал)[43]

## Телевидение
- Кто рано встаёт… (ЛОТ, 2001—2002)[54]
- Утро в большой стране (Рубрика «Полезные советы»)[55]
- Субботнее утро — один из ведущих[56]

## Признание и награды
- Главный приз Всероссийского фестиваля моноспектаклей в Перми (1991)
- Приз зрительских симпатий на фестивале моноспектаклей в Геленджике (1992)
- Номинация «За лучший спектакль», Всероссийский фестиваль моноспектаклей в Перми (1993)
- Приз в номинации «За лучший спектакль» на Всероссийском фестивале моноспектаклей в Перми (1994)
- Заслуженный артист Российской Федерации (2005)
- Значок «За заслуги в культуре и искусстве» (2021)